# Ogyrides alphaerostris
Ogyrides alphaerostris är en kräftdjursart som först beskrevs av Kingsley 1880.  Ogyrides alphaerostris ingår i släktet Ogyrides och familjen Ogyrididae. Inga underarter finns listade i Catalogue of Life.